# Stelian Bujduveanu
Stelian Bujduveanu (n. 2 iunie 1989, Constanța, România) este un politician român, membru al Partidului Național Liberal (PNL). A fost viceprimar al municipiului București între 2020 și 2025, iar din 26 mai 2025 exercită funcția de primar general interimar al Capitalei.

## Carieră profesională
Stelian Bujduveanu a absolvit Facultatea de Drept a Universității din București. Ulterior, a absolvit studii de masterat în Dreptul Uniunii Europene. Este căsătorit și are doi copii. Înainte de a intra în politică, a lucrat ca jurist în sectorul privat.

## Carieră politică
Bujduveanu s-a alăturat PNL în 2012 și a fost ales consilier general al municipiului București în 2016, funcție pe care a deținut-o în trei mandate consecutive. În decembrie 2020 a fost desemnat viceprimar, cu atribuții în domeniul transportului public, parcărilor și patrimoniului.
În calitate de viceprimar, a coordonat modernizarea flotei STB, a introdus primele autobuze electrice, a implementat benzile dedicate transportului public, digitalizarea plății titlurilor de călătorie, extinderea infastructurii pentru biciclete și reglementarea parcărilor în zona centrală a orașului.
În mai 2025 a preluat funcția de primar general interimar, în urma demisiei lui Nicușor Dan, ales președinte al României.
În mandatul său primar interimar al Municipiului București, Stelian Bujduveanu a inițiat și semnat mai multe proiecte strategice pentru îmbunătățirea infrastructurii de transport public.
În 2025, a fost semnat contractul pentru achiziția a 22 de troleibuze noi, care vor intra în flota Societății de Transport București STB SA. Acest demers face parte din planul general de reînnoire a parcului de vehicule al STB, în vederea reducerii emisiilor și creșterii calității serviciilor de transport public.
Tot în această perioadă, au fost demarate proiecte de modernizare a depourilor STB din zonele Titan și Colentina, investiții în valoare de peste un miliard de lei. 
De asemenea, Bujduveanu a lansat un proiect dedicat persoanelor cu deficiențe de vedere, implementat prin STB. Acesta constă într-un sistem inteligent de accesibilizare a transportului public, menit să ofere mai multă independență și siguranță nevăzătorilor care utilizează mijloacele de transport în comun.

## Controverse
Nicușor Dan l-a susținut oficial pe Stelian Bujduveanu pentru funcția de primar general interimar în momentul în care și-a dat demisia din funcție, pe 26 mai 2025, pentru a candida la Președinția României  
Această susținere a venit după ce, în mandatul anterior, primarul general Nicușor Dan îi conferise lui Stelian Bujduveanu responsabilități cheie în domeniile transporturilor, infrastructurii și investițiilor. Spre finalul acelei perioade, pe 20 martie 2024, din cauza unor tensiuni politice în Consiliul General, aceste atribuții i-au fost retrase.
Cu toate acestea, perioada în care a coordonat activitatea transportului public și a infrastructurii rutiere a fost marcată de proiecte relevante de modernizare și eficientizare, ceea ce a consolidat percepția asupra sa .